# Джим Бауш
Джеймс Алоїзіус Бернард Бауш (англ. James Aloysius Bernard Bausch; нар. 29 березня 1906 — пом. 9 липня 1974) — американський легкоатлет, який спеціалізувався в десятиборстві.

## З життєпису
Олімпійський чемпіон з десятиборства (1932).
Чемпіон США та переможець олімпійських відбіркових змагань США з десятиборства (1932). Чемпіон США з легкоатлетичного п'ятиборства (1931).
Ексрекордсмен світу з десятиборства — 8462 (1932).
По завершенні легкоатлетичної кар'єри недовго грав у американський футбол в командах Національної футбольної ліги, намагався розпочати кар'єру співака в нічному клубі. Пізніше був більш успішним у роботі страховим агентом. Під час Другої світової війни, коли він служив у флоті на Тихому океані, заразився остеомієлітом, який мучив його все життя. На тлі сильного болю через хворобу в Бауша виникли проблеми з алкоголем, але він подолав їх і провів свої останні роки, допомагаючи іншим із тією ж проблемою.

## Визнання
- Приз Джеймса Саллівана[en] (як найкращому спортсмену-аматору США) (1932)
- Член Зали слави легкої атлетики США (1979)